# Chetura
Chetura sau Ketura (în ebraică:קטורה) fost o soție sau țiitoare al lui Avraam care i-a zămislit acestuia 6 fii (inclusiv Madian).
Ea este considerată a treia soție a lui Avraam, cu care s-a însurat la bătrânețe, după ce a izgonit-o pe Agar (Hagar)  și după decesul Sarei, cum se precizează în Cartea Genezei.
„Avraam însă și-a mai luat o femeie cu numele Chetura”
.

În continuarea capitolului sunt menționați „fiii țiitoarelor lui Avraam”.
„Iar fiilor țiitoarelor sale, Avraam le-a făcut daruri și, încă fiind el în viață, i-a trimis departe de la Isaac, fiul său, spre răsărit, în pământul Răsăritului”
În Cartea Cronicilor I (Cartea întâi Paralipomena) 1:32-33, Chetura este, de asemenea, chemată țiitoare.
„Fiii Cheturei, țiitoarea lui Avraam. Ea a născut pe Zimran, Iocșan, Medan, Madian, Ișbac și Șuah. Fiii lui Iocșan sunt: Șeba și Dedan.Fiii lui Dedan sunt: Raguel, Navdeel, Așurim, Letușim și Leumim.Fiii lui Madian sunt: Efa, Efer, Enoh, Abida și Eldaa. Toți aceștia sunt fiii Cheturei”
În consecință pozitia Cheturei ar fi fost de țiitoare (pileggesh) și nu de soție cu drepturi intregi.
Rabinul Moshe Ben Nahman (Ramban) era de părere, ca spre deosebire de Agar, care, într-adevăr era țiitoare, Chetura era soție, dar era numită țiitoare, pentru a sublinia faptul că fiul și moștenitorul principal al lui Avraam era Isaac, fiul Sarei.
După Cartea Jubileelor (19:11) Avraam ar fi așteptat și moartea lui Agar pentru a se însura cu Chetura. 
  
După unele tradiții rabinice (Rabi Yehuda citat în Midrash Raba - Bereshit  61,4; Rashi) Avraam ar fi reluat legătura cu Agar,dându-i un nume nou - Chetura. 

Ramban și Avraham ibn Ezra au respins identificarea Cheturei cu Agar.

## Numele
Numele Ketura amintește de cuvântul ebraic Ketoret קטורת însemnând „tămâie” și de cuvântul keshurá - legată.
Etimologia populară a numelui Ketura este menționată în mai multe scrieri iudaice:
răspândea (ca tămâia n.n) fapte bune și generoase (Yalkut Shimoni Divrey Yamim 1:1 2013)-שקטרה מצות ומעשים טובים sau קטורה במעשים טובים -era legată de fapte bune (Cartea Zohar-Hayey Sara 257).